# Église Sant'Anna
L'église Sant'Anna est une église catholique déconsacrée de Venise, en Italie.

## Localisation
L'église Sant'Anna est située dans le sestiere de Castello, le long du rio éponyme

## Historique
En 1240 dans cette zone, entre le Rio de Castello et le Canal de Saint Pietro, il fut érigé par le moine augustinien Giacomo de Fano, ermite augustinien, pour les religieux de son ordre, un couvent dédié à Sante Anne et à Sainte Catherine.
En 1297, les Augustines furent déplacées à Santo Stefano et les lieux remis aux bénédictins en 1304. Ils commencèrent en 1634, la construction de la nouvelle église, qui existe toujours et qui fut consacrée le 6 juillet 1659 par le patriarche Giovanni Francesco Morosini.
Entre 1761 et 1764, le monastère fut reconstruit.
La communauté expropriée fut intégrée à San Lorenzo par décret du 28 juillet 1806. En 1807, les bâtiments ont été sécularisés et en 1810 ils ont été donnés à la Marine de guerre, qui transforme l'ancien monastère en Collège de Marine. Il est actuellement hôpital militaire. L'intérieur a été dispersé ou détruit et a reçu un nouvel aménagement.

## Description

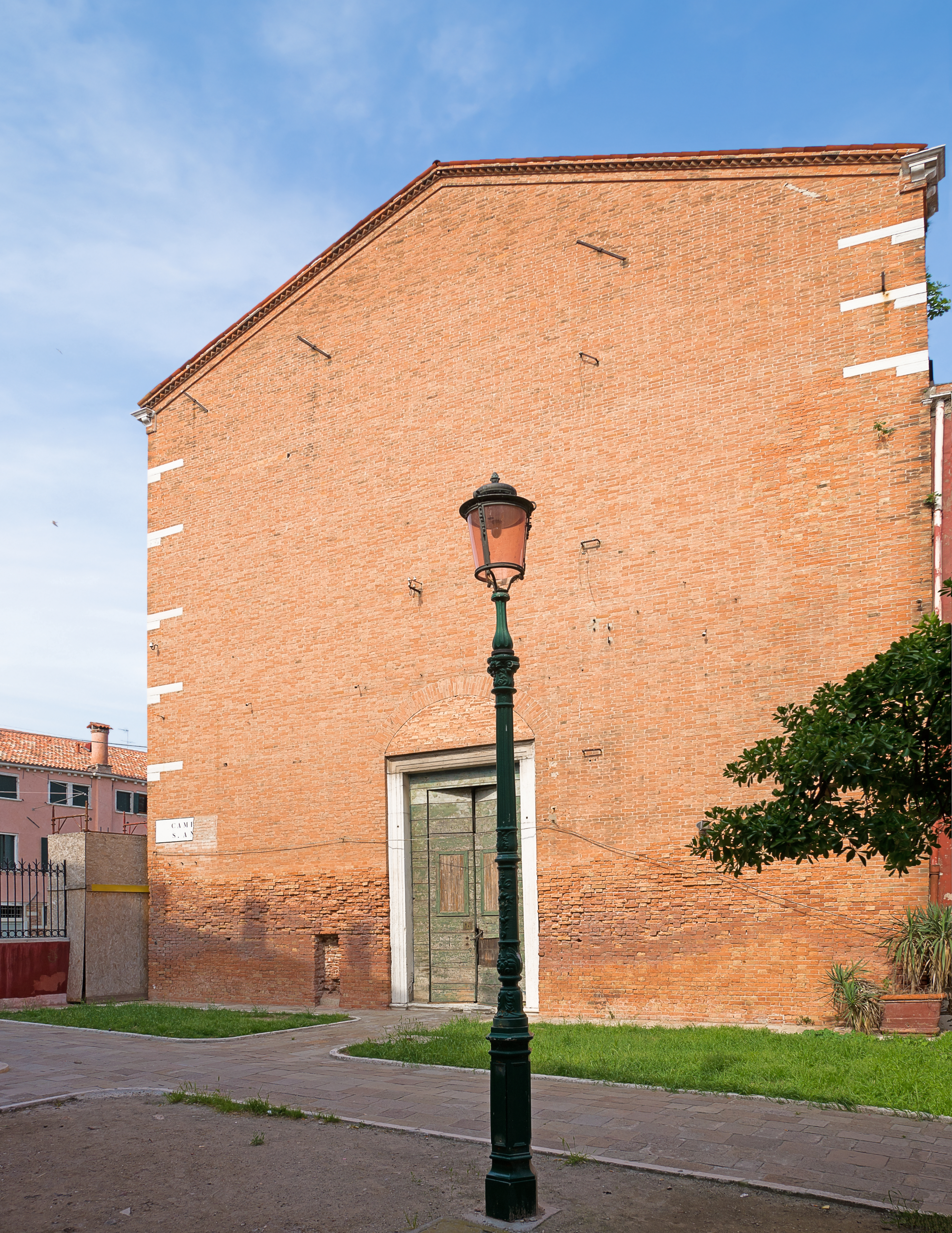
Façade de Sant'Anna di Castello

L'église et le couvent qui y était annexé furent restructurés en 1630 par l'architecte italo-suisse Francesco Contin.
Le bâtiment original était conçu sur un plan de Basilique, avec trois nefs et une installation gothique, la nouvelle structure possède une nef unique, le plafond initial est aujourd'hui perdu.
Sur les côtés intérieurs, on trouve des colonnes corinthiennes, qui soutiennent l'entablement.
Une inscription rappelle le sacrifice de marangoni, calafani, remeri et segadori travailleurs qualifiés de l'arsenal de Venise.
L'église a été consacrée en 1659.